# Category 5 (앨범)
| 전문가 평가 | 전문가 평가 |
| 평가 점수   | 평가 점수   |
| 출처        | 점수        |
| ----------- | ----------- |
| 올뮤직      | [ 1 ]       |

Category 5는 록 밴드 파이어하우스의 다섯 번째 음반이다. 이 음반은 원래 1998년 일본에서 발매되었고 1999년 미국에서 Lightyear Records를 통해 발매되었다.
이 음반은 베이시스트 페리 리처드슨의 직접적인 기여가 더 많았으며, 아이러니하게도 그가 밴드와 함께 작업한 마지막 스튜디오 음반이었다. 밴드의 이전 하드 록 음반들과 비교하여 더 다르고 실험적인 사운드를 특징으로 하며, 여전히 일부 시그니처 발라드를 포함하고 있다.

## 수록곡
별도 표기가 없는 한 모든 곡은 스네어와 레버티가 작곡했다.
1. "Can't Stop the Pain" (포스터, 레버티, 리처드슨) - 5:37
2. "Acid Rain" (에플러, 리처드슨, 로저스) - 3:27
3. "Bringing Me Down" - 4:39
4. "Dream" (리처드슨, 로저스) - 4:13
5. "Get Ready" (포스터, 레버티, 리처드슨, 스네어) - 4:18
6. "If It Changes" - 4:56
7. "The Day, the Week, and the Weather" (에플러, 리처드슨, 로저스) - 5:27
8. "The Nights Were Young" - 4:18
9. "Have Mercy" (포스터, 레버티, 리처드슨, 스네어) - 4:36
10. "I'd Do Anything" - 5:45
11. "Arrow Through My Heart" (에플러, 리처드슨, 로저스) - 4:11
12. "Life Goes On" - 10:24 (숨겨진 "Get To Know You" 포함, 베이시스트 페리 리처드슨 작곡)

## 참여 인원
- C. J. 스네어 - 보컬, 키보드
- 빌 레버티 - 기타
- 마이클 포스터 - 드럼
- 페리 리처드슨 - 베이스 기타

## 차트
| 차트 (1998)        | 최고 순위 |
| ------------------ | --------- |
| 일본 음반 (오리콘) | 22        |